# Stanisław Staniszewski

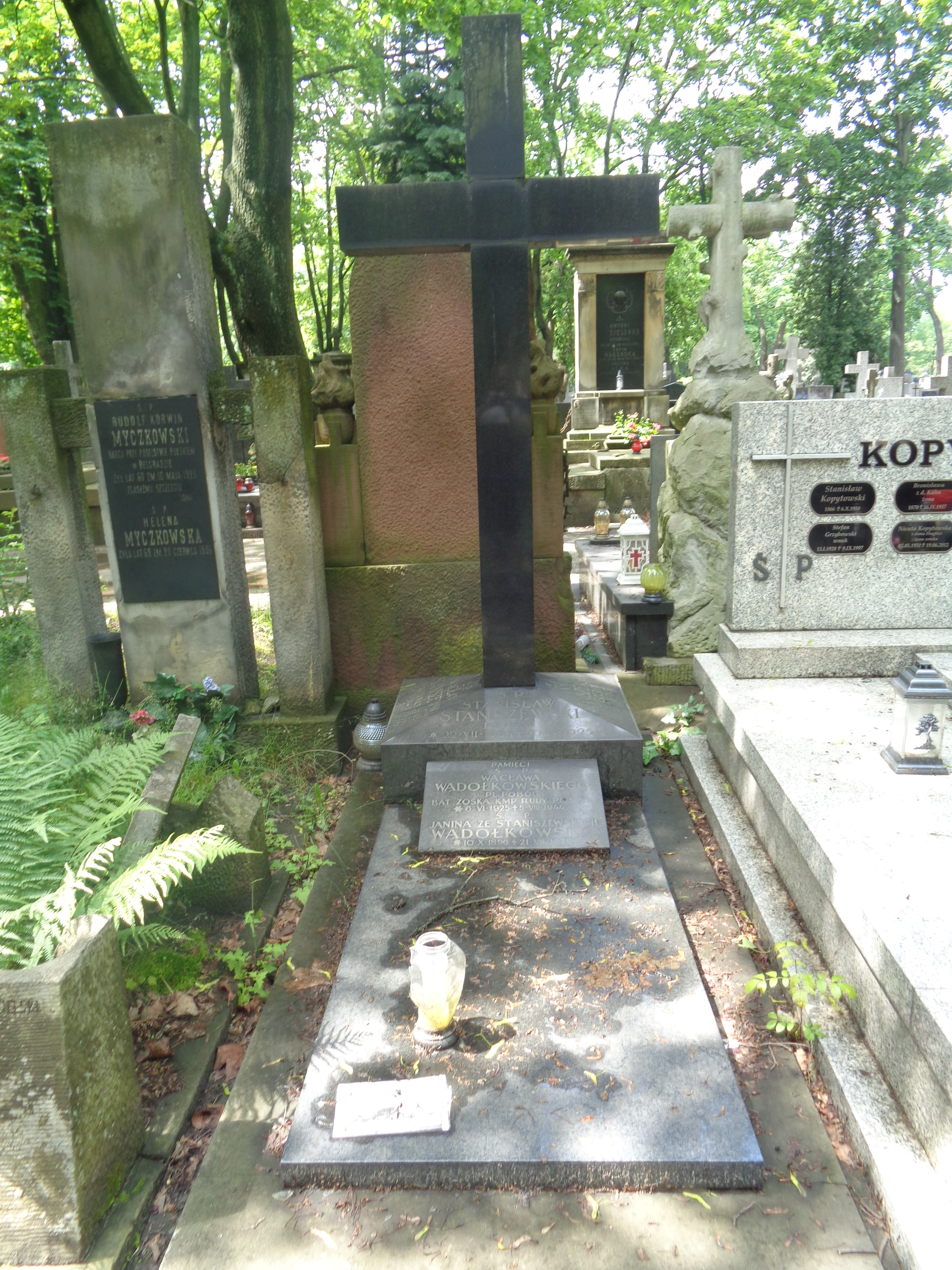
Grób Stanisława Staniszewskiego na cmentarzu Powązkowskim

Stanisław Zygmunt Staniszewski (ur. 23 lipca 1864 w Kalwarii, zm. 30 kwietnia 1925 w Warszawie) – adwokat, polityk, wolnomularz, publicysta, działacz społeczny.

## Życiorys
Absolwent prawa na Uniwersytecie Warszawskim. Pracował jako adwokat w Suwałkach. W 1906 był założycielem i publicystą „Tygodnika Suwalskiego”. Wiosną 1915 przeniósł się do Warszawy. W 1917 został w prezesem Sądu Apelacyjnego w Warszawie. Był pracownikiem Komitetu Ofiary Narodowej Tymczasowej Rady Stanu. Był jednym z kandydatów na członka Rady Regencyjnej (zamiast Józefa Ostrowskiego) wysuwanym przez Międzypartyjne Koło Polityczne. W Rządzie Jana Kucharzewskiego został ministrem opieki społecznej i ochrony pracy. Po wojnie wycofał się z życia politycznego. Zaangażował się w działalność charytatywną i wolnomularstwo.
W latach 1919–1921 był prezesem Rady Głównej Opiekuńczej. W latach 1923–1925 prezydent Związku Chrześcijańskiej Młodzieży Męskiej (Young Men’s Christian Association – YMCA) w Polsce. Został pochowany na cmentarzu Powązkowskim (grób 89-5-26).

## Ordery i odznaczenia
- Krzyż Komandorski Orderu Odrodzenia Polski – 2 maja 1922 „działaczowi społecznemu na polu opieki nad dziećmi i dobroczynności publicznej, za zasługi położone dla Rzeczypospolitej Polskiej na polu pracy obywatelskiej”[6][7]